# Resolución del Parlamento Europeo, de 2 de abril de 2009, sobre la conciencia europea y el totalitarismo
La Resolución del Parlamento Europeo de 2 de abril de 2009 sobre la conciencia europea y el totalitarismo fue una resolución del Parlamento Europeo aprobada el 2 de abril de 2009 por 533 votos contra 44 y 33 abstenciones, en la que el Parlamento Europeo condenaba los crímenes totalitarios y pedía el reconocimiento de "Comunismo, nazismo y fascismo como legado compartido" y "un debate honesto y profundo sobre todos los crímenes totalitarios del siglo pasado". La resolución también pidió varias medidas para fortalecer la conciencia pública sobre los crímenes totalitarios.
La resolución fue copatrocinada por
- Tunne Kelam, Gunnar Hökmark, László Tőkés y Jana Hybášková en nombre del Partido Popular Europeo
- Annemie Neyts-Uyttebroeck e István Szent-Iványi en nombre de la Alianza de los Demócratas y Liberales por Europa
- Gisela Kallenbach y Milan Horáček en nombre de Los Verdes-Alianza Libre Europea
- Hanna Foltyn-Kubicka, Wojciech Roszkowski, Ģirts Valdis Kristovskis, Adam Bielan, Roberts Zīle, Zdzisław Zbigniew Podkański, Inese Vaidere y Mirosław Mariusz Piotrowski en nombre del Grupo Unión por la Europa de las Naciones

## La resolución
La resolución expresó su "respeto por todas las víctimas de regímenes totalitarios y antidemocráticos en Europa" y "rindió homenaje a quienes lucharon contra la tiranía y la opresión", subrayó la importancia de mantener vivos los recuerdos del pasado, porque allí No puede haber reconciliación sin verdad y recuerdo "," reconfirmó su posición unida contra todo gobierno totalitario, sea cual sea el trasfondo ideológico "," condenó enérgica e inequívocamente todos los crímenes de lesa humanidad y las violaciones masivas de derechos humanos cometidas por todos los totalitarios y autoritarios regímenes ”,“ extendió a las víctimas de estos crímenes y sus familiares su simpatía, comprensión y reconocimiento de su sufrimiento ”.
Vista su declaración de 23 de septiembre de 2008 sobre la proclamación del 23 de agosto como  Día europeo de recuerdo de las víctimas del estalinismo y el nazismo, el Parlamento Europeo pidió que su implementación por parte de los Estados miembros "sea conmemorada con dignidad e imparcialidad". La resolución pidió además "el establecimiento de una Plataforma de la Memoria y la Conciencia europeas para brindar apoyo a la creación de redes y la cooperación entre los institutos nacionales de investigación especializados en el tema de la historia totalitaria, y para la creación de un centro de documentación paneuropeo, memorial para la víctimas de todos los regímenes totalitarios ".

La resolución también pidió "al Consejo y a la Comisión que apoyen y defiendan las actividades de las organizaciones no gubernamentales, como Memorial en la Federación de Rusia, que participan activamente en la investigación y recopilación de documentos relacionados con los crímenes cometidos durante el período estalinista".

## Historia y secuelas
La resolución del Parlamento Europeo fue precedida por la resolución 1481 del Consejo de Europa, la Audiencia pública europea sobre crímenes cometidos por regímenes totalitarios, la Declaración de Praga sobre Conciencia Europea y Comunismo y la Audiencia pública europea sobre la conciencia europea y los crímenes del comunismo totalitario: 20 años después, así como por la proclamación del Parlamento Europeo en 2008 del Día Europeo en Recuerdo de las Víctimas del Estalinismo y el Nazismo.
La Declaración de Vilnius de la Organización para la Seguridad y la Cooperación en Europa reiteró el llamado a tomar una "posición unida contra todo gobierno totalitario, sea cual sea su origen ideológico".
La Plataforma de la Memoria y la Conciencia europeas se estableció como una iniciativa de la presidencia polaca de la UE en 2011.